# آدیمولول
آدیمولول (انگلیسی: Adimolol) (نام کد توسعه MEN-935) یک عامل ضد فشار خون است که به عنوان یک آنتاگونیست غیرانتخابی گیرنده‌های α۱-، α۲- و β-آدرنرژیک عمل می‌کند.